# Primeira Nação Musqueam
A Primeira Nação Musqueam é uma das quatro Primeiras Nações do Canadá, cujo povo vive principalmente no interior da Colúmbia Britânica e na cidade de Vancouver.